# Furesø (gemeente)
Furesø is een nieuwe gemeente in de Deense regio Hoofdstad (Hovedstaden) en telt 40.613 inwoners (2017). De gemeente is genoemd naar het gelijknamige meer Furesø.
Bij de herindeling van 2007 werd de gemeente opgericht door de samenvoeging van Værløse en Farum.

## Plaatsen in de gemeente
- Farum
- Kirke Værløse
- Stavnsholt
- Værløse

Albertslund · Allerød · Ballerup · Bornholm · Brøndby · Dragør · Egedal · Fredensborg · Frederiksberg · Frederikssund · Furesø · Gentofte · Gladsaxe · Glostrup · Gribskov · Halsnæs · Helsingør · Herlev · Hillerød · Høje-Taastrup · Hørsholm · Hvidovre · Ishøj · København · Lyngby-Taarbæk · Rødovre · Rudersdal · Tårnby · Vallensbæk
- International Standard Name Identifier: 0000 0004 0379 2285
- MusicBrainz: 524fdf31-bc89-4253-a343-267570d92b98